# سکس، مهمانی و دروغ
سکس، مهمانی و دروغ (انگلیسی: Sex, parties and lies؛ ‏اسپانیایی: Mentiras y gorda‎) فیلمی اسپانیایی به کارگردانی آلفونسو آلباسته و دیوید منکس، در اسپانیا در تاریخ ۲۷ مارس ۲۰۰۹ منتشر شده‌است.
به بازیگرانی که در این فیلم به ایفای نقش پرداختند می‌توان به ماریو کاساس، آنا د آرماس، یون گونسالس، آنا ماریا پلبورسا، اوگو سیلبا، ماکسی ایگلسیاس و آله‌خو سائوراس اشاره کرد. این فیلم جزو پرفروش‌ترین فیلم سال ۲۰۰۹ شد.

## خلاصه
داستان این یک فیلم گروهی از بچه‌ها غوطه ور در کاباره‌ها و معتاد به سکس هستند، که در یک گرداب از فساد اخلاقی، مشروبات الکلی و مواد مخدر زندگی می‌کنند.

## فروش
این فیلم توانسته‌است ۳۰٫۲۸۲٫۹۴۱ یورو فروش کند.

## بازیگران اصلی
- ماریو کاساس در نقش تونی
- آنا د آرماس در نقش کارولا
- یون گونسالس در نقش نیکو
- اوگو سیلبا در نقش کارلوس
- آنا ماریا پلبورسا در نقش مارینا
- دانا ژوپیتر در نقش لئو
- ماریتا اروزکو در نقش سونیا
- ماکسی ایگلسیاس در نقش پابلو
- آله‌خو سائوراس در نقش بابو
- میریام جووانلی